# Gare de Champbenoist - Poigny
Gare de Champbenoist - Poigny vasútállomás Franciaországban, Poigny településen.

## Vasútvonalak
Az állomást az alábbi vasútvonalak érintik:
- Longueville–Esternay-vasútvonal

## Kapcsolódó állomások
A vasútállomáshoz az alábbi állomások vannak a legközelebb:
- Gare de Sainte-Colombe - Septveilles (Paris Gare de l’Est, Line P)
- gare de Provins (gare de Provins, Line P)